# Hydrochasma williamsae
Hydrochasma williamsae (лат.) — вид мух-береговушек рода Hydrochasma из подсемейства Gymnomyzinae (Ephydridae). Встречаются в Западном полушарии: США (Нью-Мексико, Техас), Белиз, Коста-Рика, Гондурас.

## Описание
Мелкие двукрылые насекомые, длина от 1,50 до 2,30 мм; в основном серовато-коричневого цвета. Окраска усиков варьирует от жёлтой до серой. Мезонотум от жёлтого до золотичто-коричневого. Голова сильно расширенная вентрально. Задняя голень несёт крупную вентроапикальную шпоровидную сету. Основание эпандриума гениталий самца почти такой же ширины, что и его длина. Голова с крупным ротовым отверстием. Максиллярные щупальцы апикально жёлтые. Глаза овальные, крупные. На лице один ряд латеральных щетинок; фронто-орбитальные сеты на лбу отсутствуют. Усиковые бороздки резко отграничены с вентральной стороны. Щеки широкие. Нотоплеврон груди покрыт микросетами в дополнение к двум крупным щетинкам. Супрааларные пре- и постшовные щетинки, а также акростихальные сеты хорошо развиты. Латеральные части брюшка почти без светлых (беловато-серых) участков: 1-4-й тергиты с широкой срединной коричневой полосой и неравномерным боковым краем, боковая серебристо-серая область на них отсутствует; пятый тергит урезанный на вершине, в основном серый с тонкой коричневой медиальной полосой. Крылья прозрачные, блестящие.
Вид был впервые описан в 2013 году американским диптерологом Вейном Мэтисом (Wayne N. Mathis; Department of Entomology, Smithsonian Institution, Washington, D.C., США) и польским энтомологом Тадеушем Затварницким (Tadeusz Zatwarnicki, Department of Biosystematics, Opole University, Ополе, Польша) и назван в память о Х. Б. Уильямс (Ms Hollis Barton Williams), которая оказывала техническую поддержку авторам в течение почти 35 лет и скончалась 23 августа 2009 года. Таксон Hydrochasma williamsae сходен с видами группы Hydrochasma faciale, отличаясь от них строением гениталий самца (в том числе, более коротким эпандриумом).